# Christophorus Nicolai Duræus
Christophorus Nicolai Duræus, född 1593 i Kristdala församling, Småland, död 21 mars 1642 i Skänninge församling, Östergötlands län, var en svensk präst.

## Biografi
Christophorus Duræus föddes 1593 i Kristdala församling. Han var son till kyrkoherden Nicolaus Christophori. Duræus blev 1612 student vid Uppsala universitet och prästvigdes i Kalmar domkyrka. Han blev 1620 kyrkoherde i Tuna församling och 1624 kontraktsprost i Tunaläns och Sevede kontrakt. Duræus blev 5 mars 1641 kyrkoherde och prost i Skänninge församling, tillträdde samma år. Han avled 1642 i Skänninge.

### Familj
Duræus gifte sig med Karin Asmundsdotter. Hon var änka efter majoren Christoffer Herbst i Hjorteds socken. Paret fick tillsammans barnen kyrkoherden Magnus Duræus (1621–1679) i Katarina församling, Kerstin Duræus (död 1677) och Anna Duræus som var gift med Lars Olofsson i Västervik.